# Prost AP04
La Prost AP04 è una monoposto sportiva di Formula 1 che gareggiò nel 2001.

## Progettazione
Terminato il rapporto con Peugeot, la Prost si accordò per montare sulla AP04 il motore V10 Ferrari 049, vittorioso nella stagione precedente sulla F1-2000. La stessa casa italiana fornì anche la trasmissione ed il differenziale elettroidraulico, per un valore complessivo di circa 36 miliardi di lire.
Il progetto fu inizialmente affidato allo staff di Jean-Paul Gosset, ma in un secondo momento Prost riuscì ad accordarsi con Henri Durand, che lasciò la McLaren (dove aveva la responsabilità del settore aerodinamico) e passò ad occuparsi della vettura francese.
Rispetto alla monoposto schierata nel 2000, la AP04 venne in più punti ridisegnata, pagando un sensibile debito progettuale verso la Ferrari F1-2000: ciò era particolarmente evidente nel retrotreno (dalle linee piuttosto filanti), nello schema delle sospensioni (realizzate dalla Prost basandosi direttamente sui sistemi in uso l'anno prima a Maranello) nella disposizione delle masse radianti (che come quelle in dotazione alla Ferrari erano prodotte dalla Secam) e nel disegno della centina dell'abitacolo e del cofano-airscope. L'avantreno invece si presentava non dissimile da quello della vecchia AP03, con il musetto un po' più rialzato, ma sempre dalle forme affusolate. La sagoma delle pance laterali, anche per via dei nuovi crash test, divenne più generosa e davanti alle bocche d'aspirazione comparvero grossi deviatori di flusso di forma triangolare.
Nuove furono le forniture di olio e gomme: nel primo caso, terminato il rapporto con Total, grazie all'intercessione della Ferrari la scuderia si accordò con la Shell, mentre per le coperture alla Bridgestone subentrò la Michelin.

## Livrea e sponsor
La AP04 mantenne la sua classica livrea blu oltremare, caratteristica anche delle precedenti monoposto, rispetto alle quali tuttavia presentava molti meno sponsor, in seguito all'abbandono di PlayStation, Bic, Gauloises e di Yahoo! deluse dai disastrosi risultati dell'anno prima.
Per rimpinguare le casse del team, Alain Prost, già nell'autunno del 2000, aveva concluso le trattative con la ricca famiglia del pilota brasiliano Pedro Paulo Diniz, alla quale cedette il 40% delle quote del team, favorendo anche la sponsorizzazione da parte della Parmalat: in quest'ottica lo stesso Diniz era inizialmente previsto come seconda guida della Prost nel 2001, ma in seguito il pilota brasiliano preferì ritirarsi dalle corse e dedicarsi esclusivamente alla gestione della squadra.
Come ulteriori sponsor arrivarono poi l'azienda informatica Acer, col cui nome furono ribattezzati i motori Ferrari, l'agenzia interinale Adecco che aggiunse una nota di colore rosso sui deflettori della monoposto e il canale satellitare PSN portato in dote dal pilota Gaston Mazzacane, più marchi minori quali la CATIA e la Magneti Marelli.

## Piloti
| Francia (bandiera)   | Jean Alesi            | 22                |
| Germania (bandiera)  | Heinz-Harald Frentzen | 22                |
| Argentina (bandiera) | Gastón Mazzacane      | 23                |
| Brasile (bandiera)   | Luciano Burti         | 23                |
| Rep. Ceca (bandiera) | Tomáš Enge            | 23                |
| Piloti di riserva    |                       |                   |
| Nazione              | Nome                  | Nome              |
| Francia (bandiera)   | Stéphane Sarrazin     | Stéphane Sarrazin |
| Spagna (bandiera)    | Pedro de la Rosa      | Pedro de la Rosa  |
| Francia (bandiera)   | Jonathan Cochet       | Jonathan Cochet   |

## Stagione
Nella fase pre-stagionale la monoposto diede a vedere un buon potenziale: nei test invernali svoltisi a Barcellona, grazie alla temperatura molto bassa dell'asfalto che ben si adattava alla mescola ultramorbida delle gomme Michelin, Jean Alesi girò su tempi non lontani dalle squadre di vertice. In tale frangente probabilmente la macchina si giovò di un ridotto carico di benzina, allo scopo precipuo di impressionare eventuali nuovi potenziali sponsor o investitori.
Alla prova della gara, la vettura si rivelò migliore di quella dell'anno precedente, ma non confermò le aspettative suscitate dall'exploit dei test invernali, attestandosi quasi sempre al centro della classifica.
Tuttavia la sua eccellente affidabilità permise ad Alesi di giungere sempre a traguardo, spesso fra i primi dieci.
A Montecarlo poi, complici anche diversi ritiri, il pilota francese riuscì finalmente a giungere 6° conquistando per il team un punto preziosissimo, che mancava dal Gran Premio d'Europa 1999; a questo risultato seguì un 5º posto in Canada che permise alla Prost di salire all'ottavo posto in classifica, lasciando intendere che la vettura potesse iniziare a marcare punti con una certa regolarità. Invece nelle gare successive il team tornò a navigare a centro gruppo e solo in Germania Alesi riuscì a piazzarsi di nuovo 6°, conquistando quello che sarebbe stato l'ultimo punto della scuderia francese.
Nelle ultime cinque gare dell'anno, la nuova prima guida Heinz Harald Frentzen non raccolse punti iridati, ottenendo però un quarto posto in qualifica nel Gran Premio del Belgio, che purtroppo venne vanificato dallo spegnimento del motore nel giro di ricognizione.
Nonostante il tangibile miglioramento rispetto al disastroso campionato precedente, la Prost giunse solo 9ª nella classifica costruttori, con un bottino di 4 punti, un risultato assolutamente insufficiente per contrastare la crisi finanziaria, che divenne irreversibile quando in Settembre Pedro Diniz rivendette le sue quote del team ad Alain Prost, dopo che questi si era rifiutato di cedere alla famiglia del brasiliano l'intero pacchetto azionario: il 28 Gennaio 2002 la Prost Grand Prix dichiarò ufficialmente bancarotta.

## Risultati in Formula 1
| Anno | Team       | Motore      | Gomme | Piloti    |     |    |     |     |    |    |     |   |     |    |     |     |     |     |     |    |     | Punti | Pos. |
| ---- | ---------- | ----------- | ----- | --------- | --- | -- | --- | --- | -- | -- | --- | - | --- | -- | --- | --- | --- | --- | --- | -- | --- | ----- | ---- |
| 2001 | Prost-Acer | Ferrari V10 | M     | Alesi     | 9   | 9  | 8   | 9   | 10 | 10 | 6   | 5 | 15* | 12 | 11  | 6   |     |     |     |    |     | 4     | 9º   |
| 2001 | Prost-Acer | Ferrari V10 | M     | Frentzen  |     |    |     |     |    |    |     |   |     |    |     |     | Rit | 9   | Rit | 10 | 12  | 4     | 9º   |
| 2001 | Prost-Acer | Ferrari V10 | M     | Mazzacane | Rit | 12 | Rit | Rit |    |    |     |   |     |    |     |     |     |     |     |    |     | 4     | 9º   |
| 2001 | Prost-Acer | Ferrari V10 | M     | Burti     |     |    |     |     | 11 | 11 | Rit | 8 | 12  | 10 | Rit | Rit | Rit | Rit |     |    |     | 4     | 9º   |
| 2001 | Prost-Acer | Ferrari V10 | M     | Enge      |     |    |     |     |    |    |     |   |     |    |     |     |     |     | 12  | 14 | Rit | 4     | 9º   |

| Legenda | 1º posto     | 2º posto | 3º posto    | A punti         | Senza punti/Non class.  | Grassetto – Pole position Corsivo – Giro più veloce |
| Legenda | Squalificato | Ritirato | Non partito | Non qualificato | Solo prove/Terzo pilota | Grassetto – Pole position Corsivo – Giro più veloce |